# Brahma Muhurta

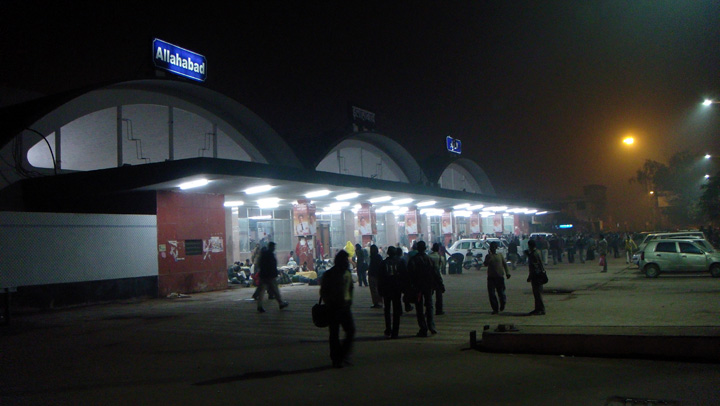
Gare de Prayagraj Junction à 05h52 en décembre, une heure et quart avant le lever du soleil

La Brahma muhurta ( sanskrit : ब्रह्ममुहूर्त, littéralement la période de Brahma) est une période (Muhurta (en)) de 48 minutes  qui commence une heure et trente-six minutes avant le lever du soleil et se termine quarante-huit minutes avant le lever du soleil.
C'est traditionnellement l'avant-dernière phase ou muhurta de la nuit, et elle est considérée comme un moment propice pour toutes les pratiques du yoga et la plus appropriée pour la méditation, le culte ou toute autre pratique religieuse. On dit que les activités spirituelles pratiquées tôt le matin ont un effet plus grand qu'à tout autre moment de la journée.
La Brahma muhurta est le 14ème muhurta kala de la nuit. Une muhurta est une période de 48 minutes, la nuit étant composée de 15 muhurtas. L'heure du lever du soleil varie chaque jour, en fonction de la situation géographique et de la période de l'année, et l'heure de la brahma muhurta varie en conséquence. Par exemple, si le lever du soleil est à 6h00, la brahma muhurta commence à 4h24 et se termine à 5h12,.